# Герасимовська
Гера́симовська (рос. Герасимовская) — присілок у складі Верховазького району Вологодської області, Росія. Входить до складу Нижньокулойського сільського поселення.

## Населення
Населення — 10 осіб (2010; 24 у 2002).
Національний склад (станом на 2002 рік):
- росіяни — 100 %